# Aplidium antillense
Aplidium antillense är en sjöpungsart som först beskrevs av Gravier. 1955.  Aplidium antillense ingår i släktet Aplidium och familjen klumpsjöpungar. Inga underarter finns listade i Catalogue of Life.